# Miconia nigricans
Miconia nigricans är en tvåhjärtbladig växtart som beskrevs av Célestin Alfred Cogniaux. Miconia nigricans ingår i släktet Miconia och familjen Melastomataceae. Inga underarter finns listade i Catalogue of Life.